# 處英
處英（：／，生卒年不詳），堂號雷默，朝鮮王朝中期僧侶。
1592年壬辰倭亂發生後，處英接到休靜的檄文，起兵於智異山，在湖南地方召集了僧兵一千餘人，反抗日本的侵略。1593年，他協助全羅道巡邊使權慄攻打禿山城、平壤、開城等地。1594年，他奉都元帥權慄的命令，率領宜寧的軍士修築南原蛟龍山城。